# تاریخ طبری
تاریخ الرسل و الملوک یا تاریخ الامم و الملوک معروف به تاریخ طبری کتابی است به زبان عربی که توسط محمد بن جریر بن یزید بن کثیر بن غالب طبری، (درگذشت ۳۱۰ قمری) تاریخ‌نگار و پژوهش‌گرِ ایرانی مسلمان در ۳۰۳ق نوشته شده است.
این کتاب، تاریخ را از زمان خلقت شروع کرده و سپس به نقل داستان پیامبران و پادشاهان قدیمی می‌پردازد. در بخش بعدی کتاب طبری به نقل تاریخ پادشاهان ساسانی می‌پردازد، و از آنجا به نقل زندگی پیامبر اسلام، محمد می‌پردازد. در این کتاب وقایع پس از شروع تاریخ اسلامی (مقارن با هجرت به مدینه) به ترتیب سال تنظیم شده و تا سال ۳۰۲ق را در بر می‌گیرد.

## فصل‌ها
تاریخ طبری شامل دو بخش کلی است:
- تاریخ پیش از اسلام: بخش پیش از اسلام مشهورترین، مهم‌ترین قسمت آن است و نویسنده این بخش از کتاب را پس از پایان تفسیر طبری (تفسیر قرآنش) تألیف نمود.
- پس از اسلام: در تاریخ پس از اسلام این کتاب، نویسنده وقایع را به صورت وقایع نگاری نقل می‌کند. این بخش (پس از اسلام) خود مشتمل بر سه بخش جداگانه دیگر است.

نکته در خور توجه این است که طبری از چه سالی شروع به نوشتن کتاب‌های خود کرده است. برخی می‌گویند که او در سال ۲۱۰ ه‍.ق شروع به تحریر کتاب خود کرده است و برخی روایت‌ها حاکی از آن است که طبری بخش تاریخ عباسیان را در کتاب جداگانه‌ای به نام القطعین تألیف کرده است و این خود نشان دهنده این است که طبری تاریخ خود را فقط تا پایان دوره عباسیان نوشته است.
تاریخ طبری دارای ۱۶ جلد و مرجع عمده تاریخ ایران تا اول سده چهارم هجری است، همچنین این کتاب مأخذ عمده بسیاری از کسانی واقع شده است که بعد از طبری به تألیف تاریخ اسلام اهتمام ورزیده‌اند.
همچنین تاریخ طبری در ۵ جلد چاپ شده که این را جزئیات می‌نامند.

## شیوهٔ نگارش تاریخ طبری
طبری در نگارش هر دوره ابتدا مهم‌ترین حوادث آن دوره را ذکر کرده و سپس به ذکر جزئیات آن حادثه پرداخته است.
روشی که طبری در شیوهٔ نگارش خود بکار برده یعنی همان تاریخ‌گذاری یا واقعه‌نگاری، روشی بی‌سابقه نبوده و تاریخ‌نگاران دیگری مانند یعقوبی و هیثم بن عدی نیز از این روش استفاده کرده‌اند. اما به لحاظ کیفی آن‌ها را با تاریخ طبری نمی‌توان مقایسه کرد.